# 雷乌斯体育足球俱乐部
雷烏斯体育足球俱樂部（Club de Futbol Reus Deportiu, S.A.D.），西班牙雷乌斯市的一个足球俱乐部，成立于1909年。